# Burglesum
Burglesum este un sector în orașul hanseatic Bremen, Germania. 